# الأسرار في نتائج الأفكار

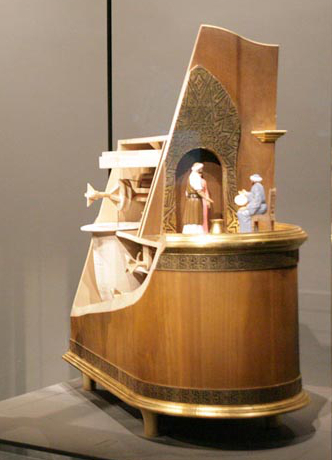

الأسرار في نتائج الأفكار كتاب في فن الحيل (الهندسة الميكانيكية) ألفه ابن خلف المرادي الأندلسي عام ألف.
من أمثلة التقنيات المتقدمة التي صورها كتاب المرادي حاملُ المصحفِ الموجود في جامع قرطبة، ويتيح تناول نسخة نادرة من القرآن الكريم، وقراءتها دون أن تمسها الأيدي. ينفتح الحامل بطريقة آلية إذ توضع المجموعة المكونة من الحامل والمصحف على رف متحرك في صندوق مغلق بالقسم العلوي من المسجد. وعندما يدار مفتاح الصندوق ينفتح باباه فورا وآليا نحو الداخل. ويصعد الرف من تلقاء ذاته حاملا نسخة القرآن إلى مكان محدد. وفي الوقت نفسه ينفتح حامل المصحف وينغلق بابا الصندوق. وإذا أدخل المفتاح من جديد في قفل الصندوق وأدير بالاتجاه المعاكس تتوالى الحركات السابقة بالترتيب المعاكس، وذلك بفضل سيور وآليات أخفيت عن الأنظار.

### عربية
1. ↑  قارف, عبد الرحمن. "عجائب الاختراعات من التاريخ الإسلامي". الجزيرة نت (بar-EG). Retrieved 2025-01-07.{{استشهاد ويب}}:  صيانة الاستشهاد: لغة غير مدعومة (link)

## وصلات خارجية
(بالإنجليزية)
- كتاب الأسرار